# Клейка стрічка

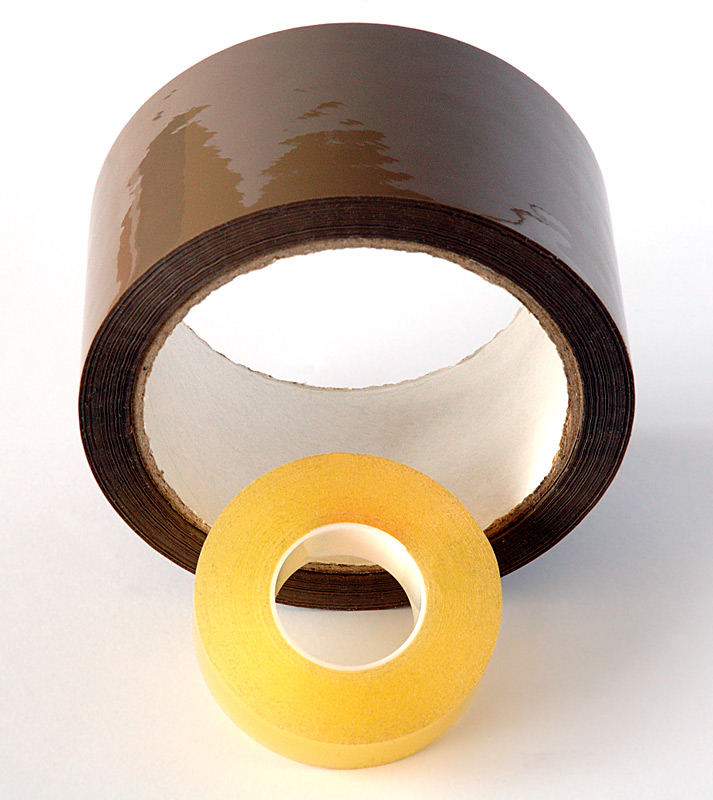
Різні типи клейких стрічок

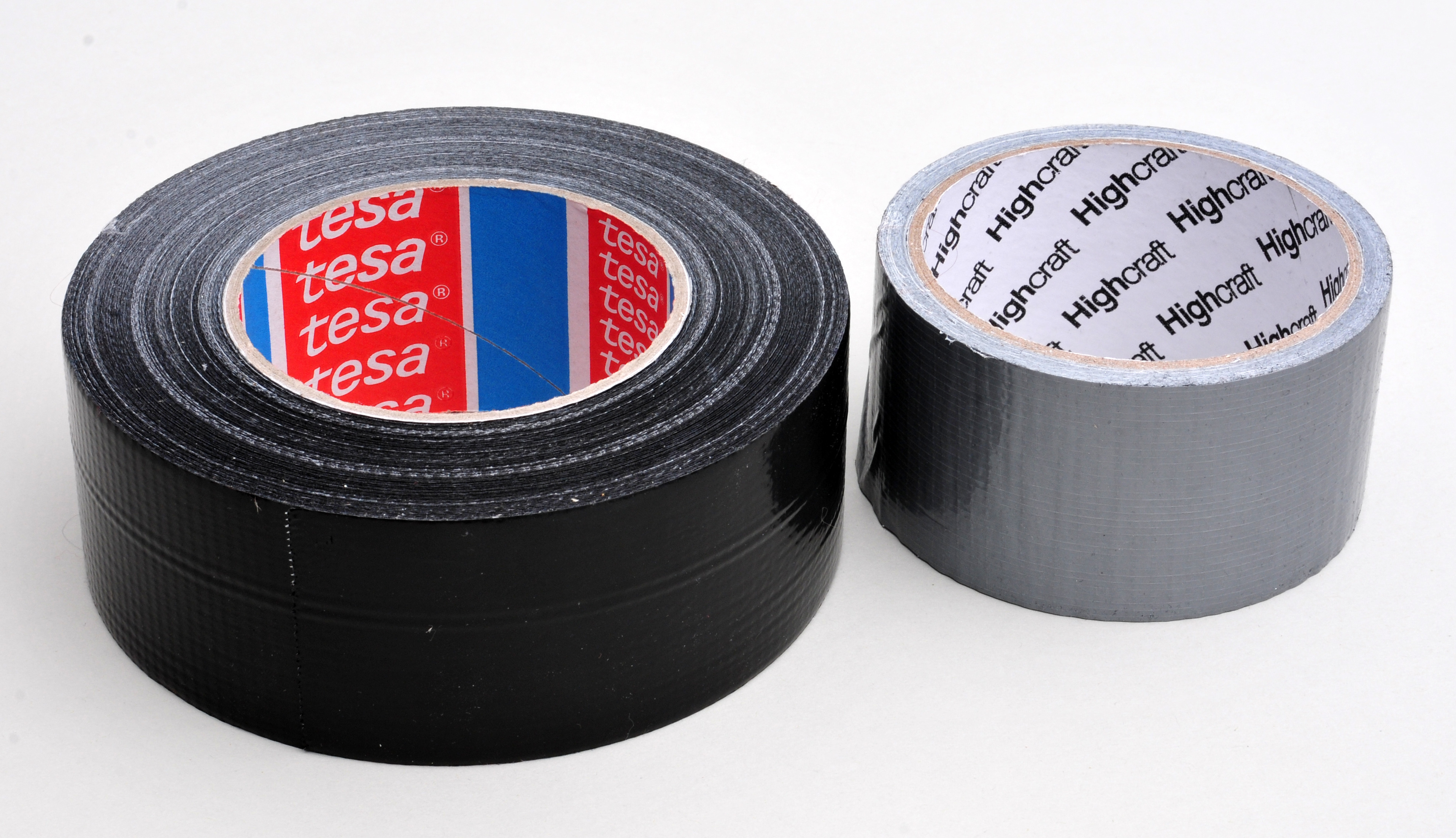
Рулони армованої клейкої стрічки чорного та сріблястого кольору

Клейка стрі́чка або скотч (англ. Adhesive tape) — плівкова стрічка з клейовим покриттям, що застосовується в побуті та на виробництві; технологічно використовує фізичне явище адгезії. Випускається, як правило, у формі ролику із зовнішньою неклейованою поверхнею, набагато рідше — з двостороннім нанесенням клею. Використовується для склеювання предметів разом, а також для захисного або декоративного покриття предметів.
Клейкість залежить від товщини клейового шару (10–30 мкм); клей буває акриловий або каучуковий. Він наноситься на плівку з різного матеріалу — фольги, паперу, поліетиленової плівки, плівки ПВХ тощо. Скотчем, зазвичай, називають поліпропіленову стрічку.
Нанесене на скотч брендування робить його яскравим рекламоносієм.

## Назва
«Скотч» — жаргонна назва клейкої стрічки зі штучного (целофан) або синтетичного (наприклад, лавсан) полімеру, змащеного клеєм. «Scotch» і «Scotch Tape» — зареєстровані товарні знаки корпорації 3M, тому називати будь-яку клейку стрічку скотчем, так само як будь-який копіювальний апарат — ксероксом, не зовсім правильно.

## Виготовлення клейкої стрічки
Виробництво клейкої стрічки є складним і технологічним процесом, який включає безліч етапів і компонентів[джерело?].
1. Вихідні матеріали. Виробництво клейкої стрічки починається з вибору відповідних вихідних матеріалів. Основними компонентами клейкої стрічки є поліпропіленова плівка та клей. Поліпропіленова плівка забезпечує міцність та стійкість до розтягування, а клей надає їй клейкості та утримуючої здатності. Окрім поліпропіленової основи можуть використовуватися: фольга, папір, тканина і навіть піна.
2. Виробництво плівки. Плівка виробляється шляхом екструзії – процесу, при якому пластик розплавляється та видмухується через спеціальні отвори в обладнанні. Потім плівка охолоджується і ріжеться на необхідну довжину.
3. Нанесення клею. Після того, як плівка виготовлена та нарізана, вона проходить через нанесення клею. Клей наноситься на зворотний бік плівки за допомогою роликів або ножів, які розподіляють клей рівномірно по всій поверхні. Клей повинен бути сформульований таким чином, щоб забезпечувати необхідну клейкість та утримуючу здатність для різних завдань.
4. Нанесення захисної стрічки. Деякі види клейкої стрічки можуть мати захисну стрічку, яка видаляється перед використанням. Це дозволяє зберегти клей в ідеальному стані та запобігти його випадковому прилипанню.
5. Розрізання. Після нанесення клею та захисної стрічки, плівка проходить через розрізку. Вона ріжеться на стрічки необхідної ширини, а потім на потрібну довжину.
6. Обробка країв. Кінцеві краї клейкої стрічки можуть оброблятися для покращення міцності та захисту від розриву. Це може містити обробку країв за допомогою кріплення або додаткових шарів клею.
7. Упаковка та розподіл. Клейка стрічка упаковується в ролики та готова до розподілу. Ці ролики можуть мати різну довжину та ширину в залежності від конкретних потреб замовника.
8. Контроль якості. Виробники клейкої стрічки проводять контроль якості на кожному етапі виробництва, щоб гарантувати, що кожен ролик відповідає стандартам та вимогам замовника. Контроль якості включає перевірку клейкості, що утримує здатність, міцність та інші параметри.

## Використання клейкої стрічки

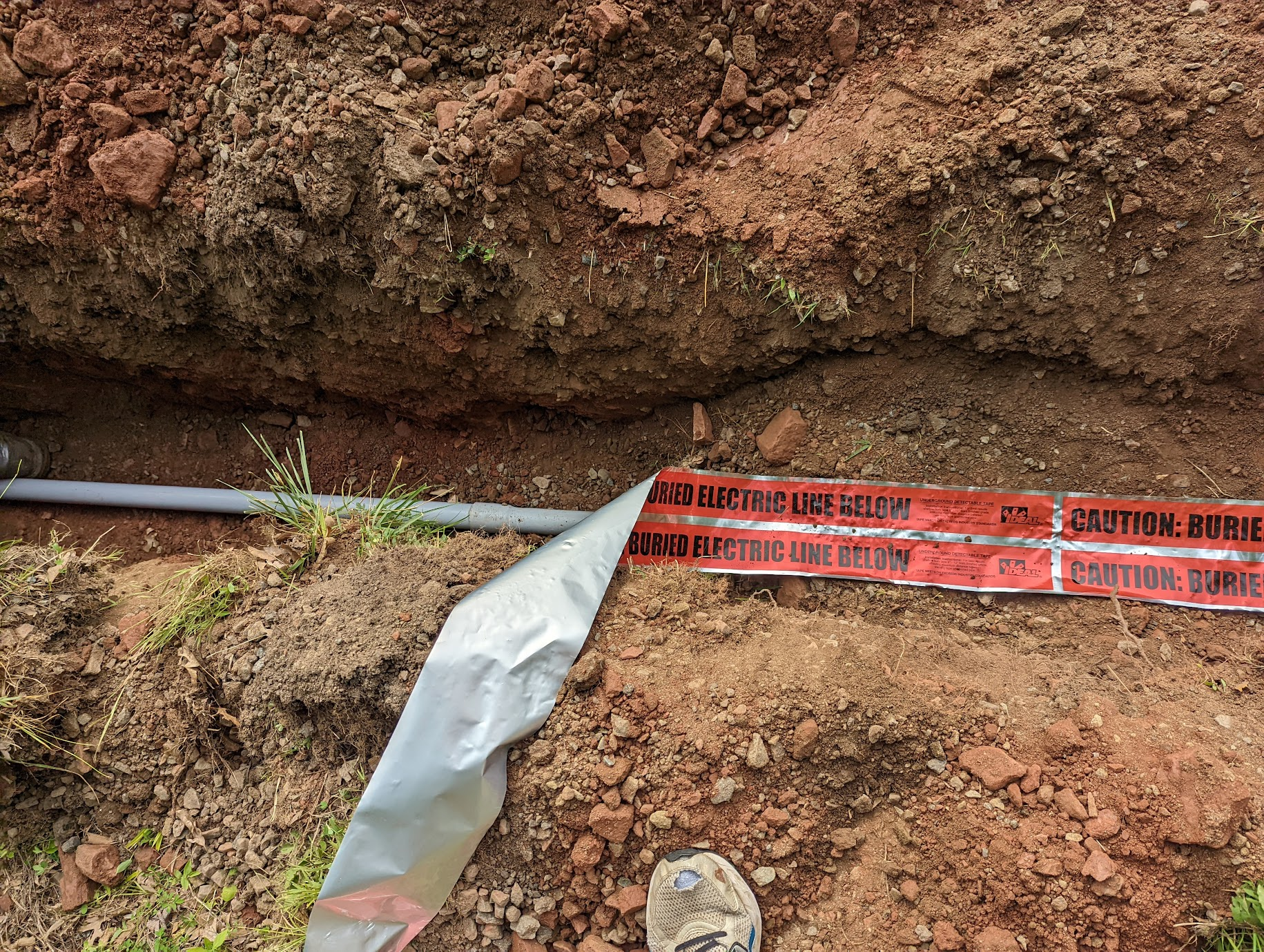
Скотч помічає місце прокладання електроустаткування

Клейка стрічка використовується для пакування та транспортування товарів у різних галузях промисловості, включаючи логістику, виробництво, роздрібну торгівлю та ін. Вона також може використовуватися в домашніх умовах для пакування посилок та зберігання речей[джерело?].
Клейку стрічку також використовують в маркетингу. Бренд-скотч — скотч з логотипом, що є клейкою стрічкою, яка широко застосовується в рекламних цілях, на яку нанесено зображення, наприклад фірмова символіка. Скотч з логотипом виготовляється з використанням високоякісного флексографічного друку на основі звичайного скотчу[джерело?].
Під час військових дій клейка стрічка часто використовується для захисту вікон від уламків та скла, яке може розлетітися від вибухів. Люди наклеюють стрічку на скло у формі Х або зірки, щоб у разі пошкодження вікна уламки скла залишалися на стрічці, замість того, щоб розлітатися всередину приміщення.
Деякі види армованого скотчу використовують у польових умовах або екстрених ситуаціях для закріплення імпровізованих шин при переломах чи вивихах. Може допомагати закріпити пов’язки на важкодоступних ділянках тіла. У відсутності медичних матеріалів його можуть використовувати для тимчасового закриття ран у комбінації з марлевими серветками. У професійній медицині віддають перевагу спеціалізованим медичним стрічкам, які безпечніші для шкіри.

## Цікаві факти
- Клей, що використовується в клейкій стрічці, з плином часу в'їдається в папір, залишаючи сліди, що проникають крізь всю товщину паперу. Сувої Мертвого моря були проклеєні клейкою стрічкою, щоб зберегти розрізнені обривки стародавніх рукописів; за 50 років клей стрічки, приклеєний з вивороту, проник крізь сувій і почав руйнувати ту сторону сувою, на якій написаний сам текст. При Управлінні старожитностей Ізраїлю засноване спеціальне реставраційне відділення, що займається, в тому числі, і видаленням клейкої стрічки разом з клеєм з залишків сувоїв Мертвого моря[3].
- В 1953 році радянські вчені виявили, що завдяки триболюмінесценції клейка стрічка, яку розмотують в вакуумі, може випромінювати рентгенівські промені [джерело не вказане 4819 днів]. 2008 року експеримент був проведений американськими вченими, які показали, що в деяких випадках потужності випромінювання достатньо для того, щоб залишати рентгенівське зображення на фотопапері.[4][5]